# San Dimas
San Dimas je město v okrese Los Angeles ve státě Kalifornie ve Spojených státech amerických. K roku 2010 zde žilo 33 371 obyvatel. S celkovou rozlohou 39,957 km² byla hustota zalidnění 840 obyvatel na km². Město bylo pojmenováno podle Svatého Dismase. Titul města mu byl přidělen dne 4. srpna roku 1960.